# Бхававарман I
Бхававарман I (кхмер. ព្រះបាទភវវរ្ម័នទី១; д/н — 590/600) — 4-й раджа Ченла близько 550—590/600 роках. Здобув незалежність від Фунані.

## Життєпис
Ймовірно належав до молодшої гілки династії Каундіньї II, що панувала в Фунані. Втім згідно китайських джерел належав до роду Ца. Син раджи Віравармана, якого низка дослідників розглядають як сина шримари Рудравармана I. Одружився з Камбуджараджалакшмі, яка вела свій родовід від Шрестхавармана I, вождя (поня) з першої династії Ченли.
Початок панування в Ченла є дискусійною. Також за різними версіями повстав проти родича Рудравармана I, або це сталося вже після смерті останнього. Зумів здобути незалежність, заснувавши столицю в Бхавапурі (сучасна центральна Камбоджа). До кінця життя вів війни з Фунанью в долині річки Меконг. Помер між 590 і 600 роками. Йому спадкував брат Махендраварман.